# Kovda
La Kovda (en russe : Ковда) est un fleuve de Russie qui coule dans le nord du plateau lacustre finno-carélien, dans la région située au niveau de la péninsule de Kola, mais plus au sud, dans la république de Carélie et l'oblast de Mourmansk.

## Géographie
Le fleuve a les coordonnées suivantes : 66° 41′ N, 32° 51′ E.
Sa longueur est de 233 kilomètres. La surface de son bassin versant se monte à 26,100 km2. La Kovda naît en tant qu'émissaire du lac Topozero. Son parcours est marqué d'une chaîne de lacs, dont il est successivement tributaire principal puis émissaire unique. La Kovda se jette dans la mer Blanche au niveau de la rive sud-ouest du golfe de Kandalakcha.
Le fleuve prend le nom de Iova, ou Kovda supérieure, entre le lac Souchozero et le lac Toutozero sur une distance de 3,5 km. L'embouchure se nomme Kniajnaïa.

## Principaux lacs de son parcours
À noter qu'en russe, lac se dit « ozero » (озеро); ainsi Kovdozero peut se traduire également par « lac de Kovda ».
- Le lac Topozero
- Le lac Piaozero, qui jouxte le parc national Paanajärvi, situé à l'ouest, entre la frontière finlandaise et le lac.
- Le lac Sokolozero
- Le lac Rouvozero
- Le lac Kovdozero, qui s'étend à quelques kilomètres en amont de l'embouchure du fleuve. Celui-ci est équipé d'un barrage (le barrage Kniajegoubskaïa GES) au niveau de sa sortie du lac, dont la superficie s'est largement accrue de ce fait.

## Hydrométrie - Les débits au barrage Kniajegoubskaïa GES
Le débit du fleuve a été observé pendant 33 ans (de 1955 à 1988) au barrage Kniajegoubskaïa GES, situé à six kilomètres de son embouchure dans la mer Blanche. 
À Kniajegoubskaïa GES, le débit annuel moyen ou module observé sur cette période était de 276 m3/s pour une surface de drainage de plus ou moins 25,900 km2, soit la presque totalité du bassin versant du fleuve. La lame d'eau d'écoulement annuel dans le bassin se montait de ce fait à 336 millimètres, ce qui peut être considéré comme assez élevé.
Le débit moyen mensuel observé en décembre et janvier (minimum d'étiage) est de 234 m3/s, contre 331 m3/s de débit moyen au mois d'avril, principal mois de crue, ce qui montre la très faible amplitude des variations saisonnières du débit. Sur la durée d'observation de 33 ans, le débit mensuel minimal a été de 25,9 m3/s (en novembre 1960), tandis que le débit mensuel maximal s'élevait à 1 020 m3/s (juin 1972).